# 玉若酢命神社古墳群

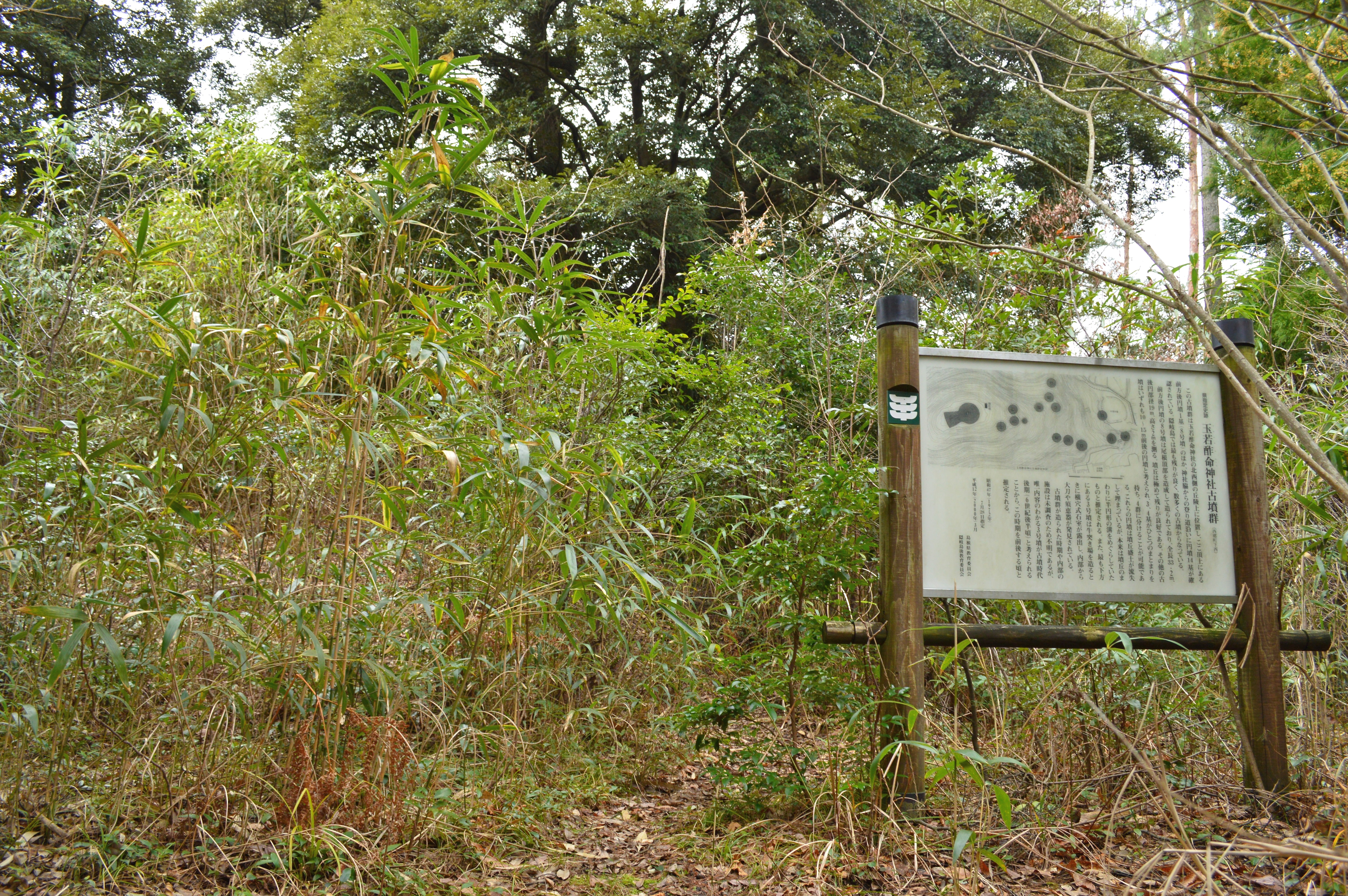
8号墳と説明板

玉若酢命神社古墳群（たまわかすみことじんじゃこふんぐん）は、島根県隠岐郡隠岐の島町下西にある古墳群。島根県指定史跡に指定されている。

## 概要
八尾平野の南側丘陵に分布する古墳群である。南東の麓には玉若酢命神社境内が立地する。古墳群は前方後円墳1基（8号墳）と円墳14基の計15基から成り、前方後円墳は尾根頂上部に、他の円墳は玉若酢命神社境内から山頂への途中一帯に分布する。
古墳群中で最大規模の前方後円墳（8号墳）は、墳丘長33.2メートル、後円部直径19メートル、後円部高さ2メートルで、墳丘を良好に遺存する。後円部墳頂には、板状・方形状の石が散在する。円墳は直径10-15メートル前後で、3・4基ごとにひとまとまりを成す。円墳のうち3号墳は横穴式石室を持ち、その内部からは大刀・須恵器が検出されている。この3号墳の様相から、古墳群全体としても古墳時代後期頃の築造と推定されるが、3号墳以外の調査は実施されておらず詳細は明らかでない。
古墳群の分布域は、1972年（昭和47年）7月28日に島根県指定史跡に指定されている。

## 文化財

### 島根県指定文化財
- 史跡
  - 玉若酢命神社古墳群 - 昭和47年7月28日指定[2]。

## 交通アクセス
- 西郷港から、隠岐一畑交通バスで「玉若酢命神社前」バス停下車（乗車時間約15分）